# Quận Albany, Wyoming

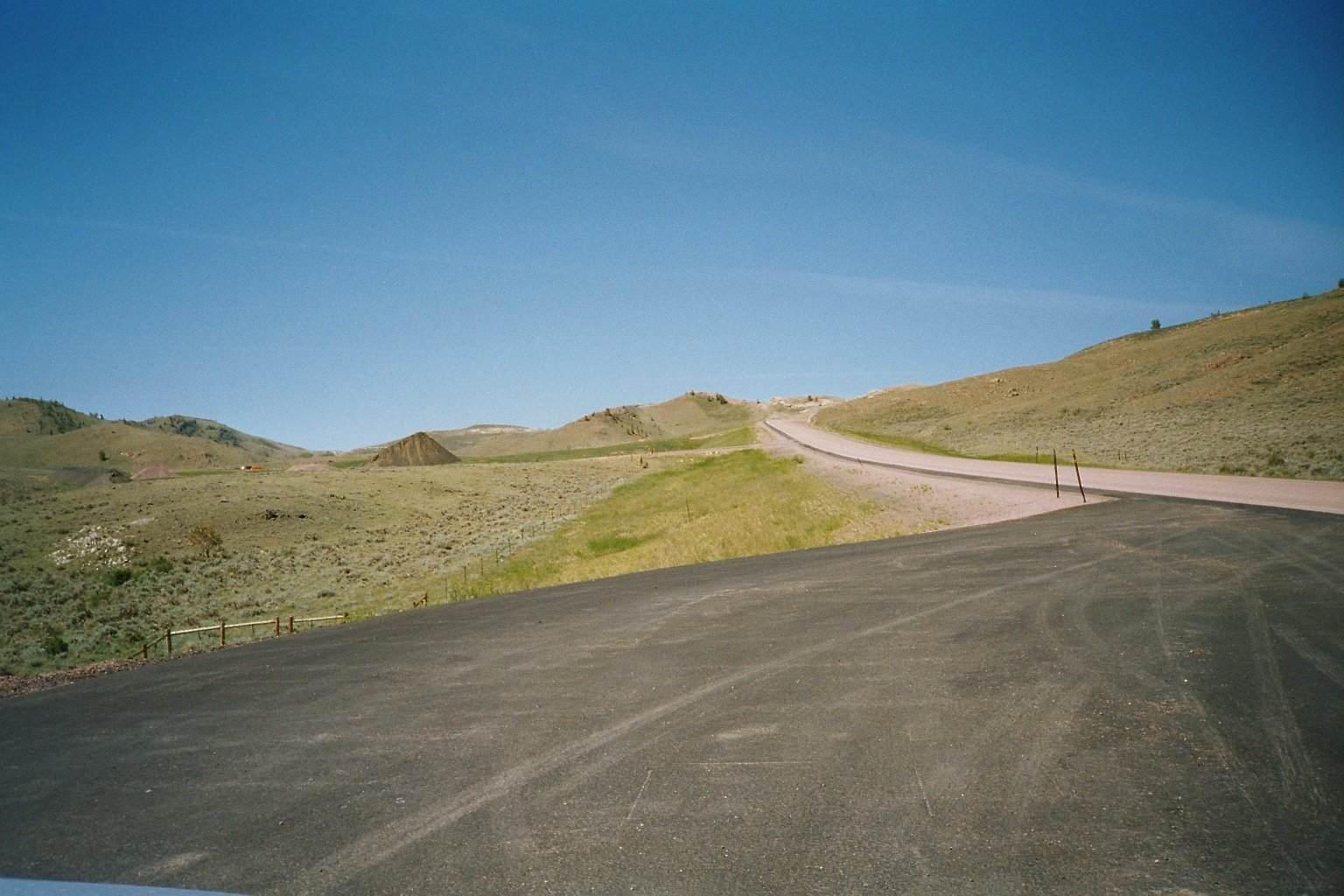
Mortan Pass (SR34) Albany Co.

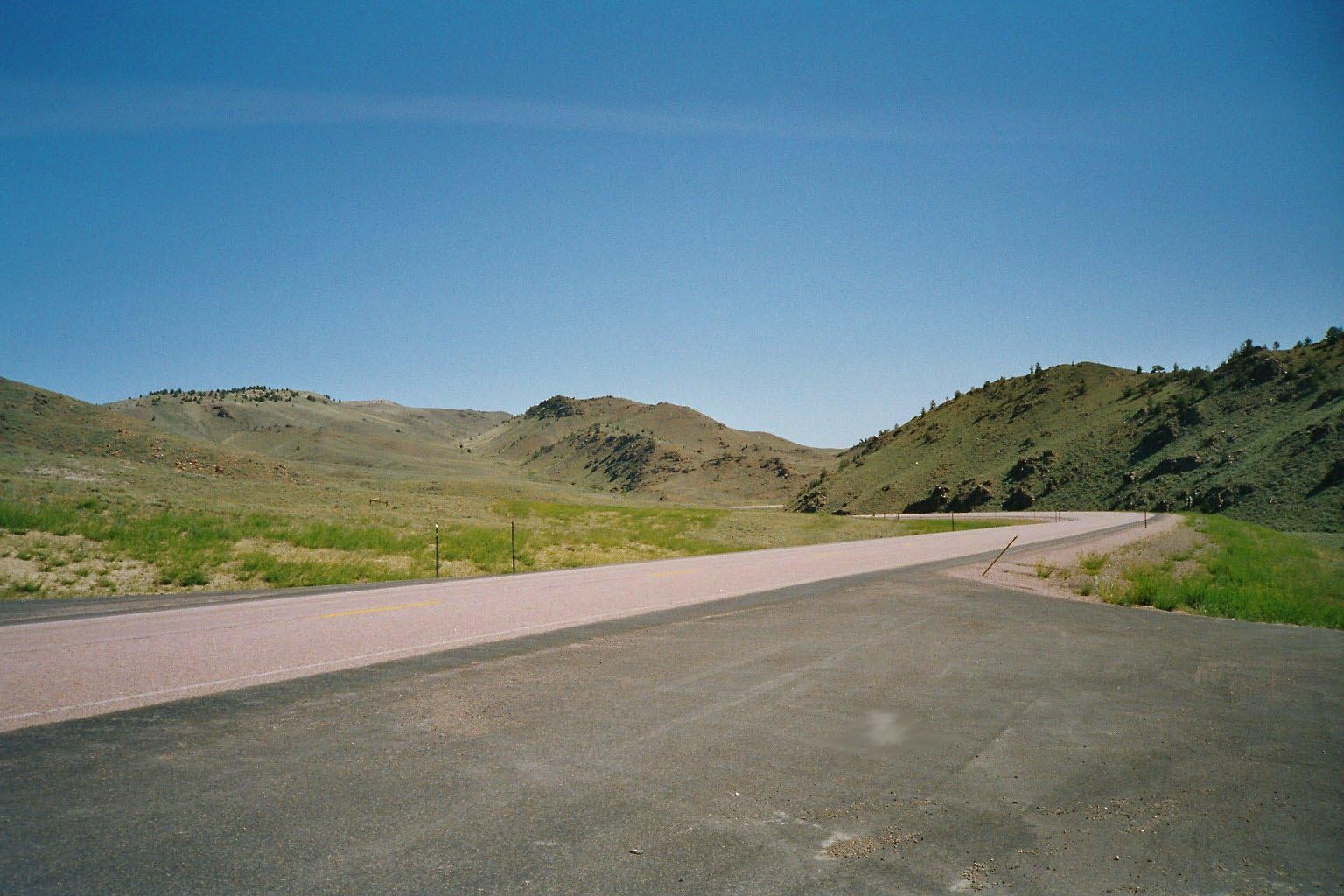
Morton Pass (SR34) Albany Co.)

Quận Albany là một quận thuộc tiểu bang Wyoming, Hoa Kỳ. Quận lỵ đóng ở Laramie,6 nơi có Đại học Wyoming. Dân số theo điều tra năm 2010 của Cục điều tra dân số Hoa Kỳ là 36.299 người.

## Lịch sử
Quận Albany được tổ chức ngày 16/12/1868 từ quận Laramie ở Lãnh thổ Dakota,lúc đó có quyền quản lý đối với Wyoming ngày nay. Nó đã trở thành một quận trong Lãnh thổ Wyoming khi chính quyền của lãnh thổ đã được chính thức tổ chức vào ngày 19/5/1869.
Charles D. Bradley, một thành viên lập pháp của Lãnh thổ Dakota đã đặt tên quận theo thành phố Albany, thủ phủ của tiểu bang bản địa (Tiểu bang New York).  Năm 1875, quận Albany bị mất lãnh thổ khi quận Crook và quận Johnson đã được tạo ra bởi cơ quan lập pháp của Lãnh thổ Wyoming. Quận Converse đã được tạo ra với đất nhượng quận Albany vào năm 1888. Các ranh giới của quận là cuối cùng tại thời điểm đó trừ trường hợp điều chỉnh nhỏ trong năm 1911 và 1955. 
Năm 2012, thị trấn Buford đã được bán cho một người dân Việt Nam.

## Địa lý
Theo Cục điều tra dân số Hoa Kỳ, quận này có diện tích 4.309 dặm vuông Anh (11.160 km2), trong đó có 36 dặm vuông Anh (93 km2) là diện tích mặt nước.

### Các quận giáp ranh
- Quận Converse - (bắc)
- Quận Platte - (đông)
- Quận Laramie - (đông)
- Quận Larimer, Colorado - (nam)
- Quận Jackson, Colorado - (tây nam)
- Quận Carbon - (tây)

### Xa lộ chính
- Interstate 80
- U.S. Highway 30
- U.S. Highway 287